# Centro Culturale Paso del Norte
Il Centro Culturale Paso del Norte è un'istituzione culturale statale, espositiva ed educativa, ubicato a Ciudad Juárez, nello stato di Chihuahua, in Messico; è considerato il centro culturale più grande e importante della città e dello stato di Chihuahua.

## Storia
Il Centro Culturale Paso del Norte (CCPN) è stato inaugurato il 2 dicembre 2006, a Ciudad Juárez, dopo 15 anni di sviluppo, pianificazione, costruzione e modifiche in corso d'opera. Da allora, funziona come spazio dedicato all'arte e alla cultura nelle sue diverse manifestazioni. In origine il centro disponeva solo di due teatri e di una sala polivalente. Nel corso degli anni si sono aggiunti altri spazi come la cineteca, la libreria e un nuovo parcheggio da 1150 posti auto, si trova a 5 km a est del centro storico di Ciudad Juárez. Il Centro Culturale è amministrato dall'Instituto Chihuahuense de Cultura.

## Sede
L'edificio del Centro Culturale, progettato e costruito tra gli anni 1991 e 2006, presenta un atrio principale con un imponente murale in vetro, realizzato dalla pittrice messicana Patricia Báez, che allude alla storia del confine, con il sole e il deserto come protagonisti.

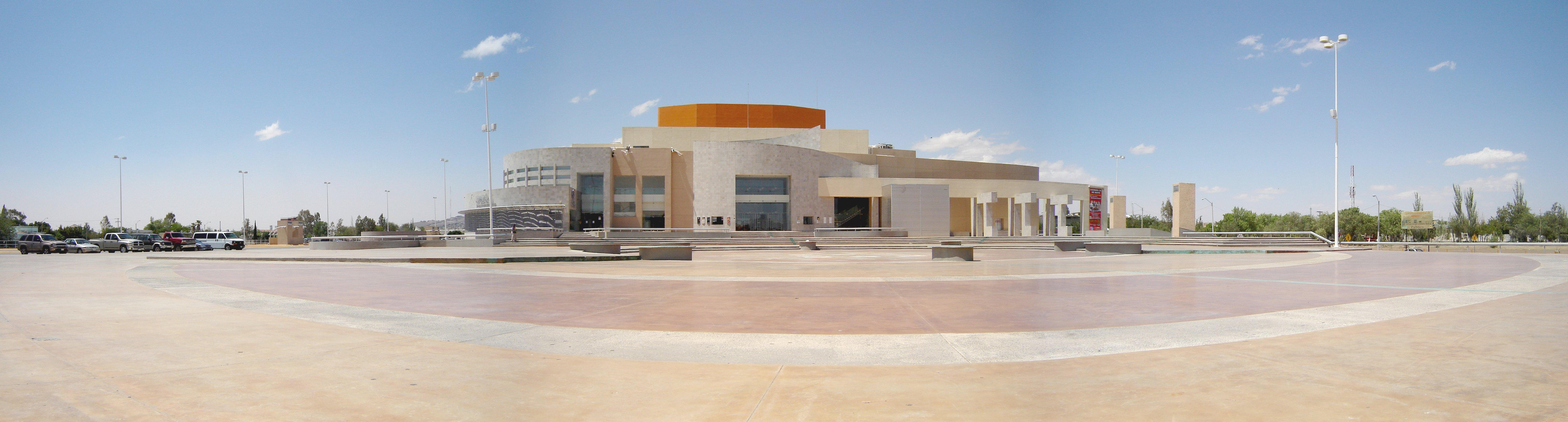
Vista completa del Centro Cultural Paso del Norte e piazza circostante

## Offerta culturale
Dopo gli ampliamenti e le modifiche strutturali, il centro presenta spettacoli, concerti e balli, dai musical di Broadway alle produzioni teatrali sperimentali locali; dalle orchestre sinfoniche ai gruppi rock; compagnie di danza locali e grandi classici del balletto. Inoltre vi sono laboratori e attività culturali. Il centro ospita vari tipi di lezioni, presentazioni di libri, mostre, festival di danza, serie di film, passerelle di moda e altri eventi speciali e attività culturali durante tutto l'anno. Le sale sono così distribuite:
- Teatro Victor Hugo Rascón Banda. È il teatro principale del centro, dove vengono presentati spettacoli teatrali, balletti e concerti musicali di tutti i generi. Con una capacità di 1.750 spettatori, è uno dei principali luoghi culturali della città.
- Teatro Experimental Octavio Trías. È un teatro con una capienza di 300 persone, dove si possono ammirare opere del teatro sperimentale e produzioni indipendenti.
- Cineteca Paso del Norte. In questa sala, unica nella regione, vengono proiettati cortometraggi, cinema internazionale, documentari e film indipendenti. Ha la particolarità di avere uno spazio dove gli spettatori possono sedersi per terra su dei cuscini.
- Sala polivalente, (o "Sala de usos múltiples"). Questo spazio viene utilizzato per ospitare mostre temporanee d'arte e di fotografia, promuovendo artisti locali, nazionali e internazionali, molto spesso sconosciuti.
- Libreria Educal Dolores Batista. È una libreria del Fondo de Cultura Económica, dove si trovano tutti i tipi di narrativa, saggistica, libri per bambini, accademici e molti altri generi.
- Explanada principal. È uno spazio all'aperto semicircolare dove occasionalmente vengono ospitati eventi.

Ad eccezione di alcuni importanti eventi di rilevanza nazionale o internazionale, l'ingresso alle normali attività del centro è gratuito.